# Морското вълче
„Морското вълче, или Пътуване в мрака“ (на английски: The Boy Tar or, A Voyage in the Dark) е роман на писателя Майн Рид, издаден през 1859 година.

## Сюжет
В романа „Морското вълче“ се описват приключенията на дванадесетгодишния Филип Форстер, който пътува от Англия за Перу в трюма на търговски кораб. Горещото желание на невръстния герой за пътешествия го отвежда в трюма на отплуващ кораб и го оставя без храна и светлина в продължение на месеци. Момчето се оказва живо погребано на дъното на кораба и е принудено да се бори с жаждата, глада, корабните плъхове и спиртните изпарения, за да оцелее. Налага му се да използва всички свои знания и умения, за да си пробие път към свободата.

## Издания на български език
Романът има три издания на български език:
- „На дъното на кораба“, София, изд. „Народна просвета“, библиотека „Пътешествия и приключения“, 1948 г., 156 с.[1]
- „Морското вълче или Пътуване в мрака“, София, изд. „Народна младеж“, библиотека „Приключения и научна фантастика“ № 91, 1965 г., 256 с.[2]
- „Морското вълче или Пътуване в мрака“, София, изд. „Народна младеж“, библиотека „Приключения и научна фантастика“ № 91, ІІ изд., 1975 г., 248 с.[3]